# Boško Simonović
Boško Simonović (szerbül: Бoшko Cимoнoвић; Sid, Osztrák–Magyar Monarchia, 1898. február 12. – Belgrád, 1965. augusztus 5.) jugoszláv labdarúgókapus, edző, játékvezető és vezető.